# Роман Фрідлі
Роман Фрідлі (нім. Roman Friedli, нар. 13 березня 1979, Катманду) — швейцарський футболіст, що грав на позиції півзахисника.
Виступав, зокрема, за клуби «Ксамакс», «Янг Бойз» та «Коніц», а також молодіжну збірну Швейцарії.

## Клубна кар'єра
Народився 13 березня 1979 року у Катманду, Непал, коли його батько, інженер, працював там. Роман прожив перші два роки в Непалі, перш ніж його сім'я переїхала на Мадагаскар, а потім до Мозамбіку. Він повернувся до Швейцарії у віці семи років і грав у юніорських командах «Бюмпліц».
У дорослому футболі дебютував 1996 року виступами за команду «Ксамакс», в якій провів два сезони, взявши участь у 13 матчах чемпіонату.
Згодом з 1998 по 2003 рік грав у складі команд «Івердон Спорт» та «Аарау».
Своєю грою за останню команду привернув увагу представників тренерського штабу клубу «Янг Бойз», до складу якого приєднався 2003 року. Відіграв за бернську команду наступні два сезони своєї ігрової кар'єри. Більшість часу, проведеного у складі «Янг Бойз», був основним гравцем команди.
Протягом 2006—2011 років захищав кольори клубів «Тун», «Вуллі-Спорт» та «Брайтенрайн».
2011 року перейшов до клубу «Коніц», за який відіграв 4 сезони. Граючи у складі «Коніца» також здебільшого виходив на поле в основному складі команди. Завершив професійну кар'єру футболіста виступами за команду «Коніц» у 2015 році.

## Виступи за збірну
У складі юнацької збірної Швейцарії до 18 років був учасником юнацького чемпіонату Європи (U-18) 1997 року.
У 2000–2002 роках залучався до складу молодіжної збірної Швейцарії, з якою брав участь у молодіжному чемпіонаті Європи 2002 року у Швейцарії, де господарі дійшли до півфіналу. Всього на молодіжному рівні зіграв у 20 офіційних матчах.